# Engin Heper
Engin Heper (* 1945 in Istanbul) ist ein ehemaliger türkischer Konteradmiral, der unter anderem zwischen 2002 und 2005 Oberkommandierender der Küstenwache (Türk Sahil Güvenlik Komutanlığı) war.

## Leben

### Ausbildung und Verwendung als Seeoffizier
Heper begann nach dem Schulbesuch 1961 seine Ausbildung an der Seekadettenanstalt (Deniz Lisesi) und trat danach 1966 als Unterleutnant (Asteğmen) in die Marineschule (Deniz Harp Okulu), die er 1968 abschloss. Danach fand er Verwendung auf verschiedenen Schiffen sowie Kommandostellen der Marine (Türk Deniz Kuvvetleri) wie zum Beispiel als Erster Offizier und Chefingenieur an Bord des U-Jagd-Bootes Avcibotu-25 sowie als U-Boot-Waffensystemoffizier des Gleaves-Klasse-Zerstörers Gemlik (D 347) und in gleicher Verwendung an Bord der Zafer (D 356), eines Zerstörers der Allen-M.-Sumner-Klasse, der am 1. Juli 1972 von der US Navy an die Türkei verkauft wurde. Daran schlossen sich Verwendungen als Navigationsoffizier auf dem Fletcher-Klasse-Zerstörer Iskenderun (D-343) sowie dem ebenfalls zur Fletcher-Klasse gehörenden Zerstörer İçel (D 344) an.
Nachdem Heper 1978 die Marineakademie abgeschlossen hatte, war er Navigationsoffizier auf dem M-Klasse-Zerstörer TCG Piyalepaşa (D351), der am 26. Juni 1959 von der Royal Navy erworben wurde, und dann Erster Offizier des zur Gearing-Klasse gehörenden Zerstörers TCG Anittepe (D-347). Im Anschluss war er zwischen 1981 und 1983 erstmals Dozent an der Marineakademie und besuchte während dieser Zeit 1982 auch einen Lehrgang an der US Naval Academy in Annapolis. Danach war er 1984 Absolvent der Akademie der Streitkräfte (Silahlı Kuvvetler Akademisi) und fungierte zwischen 1984 und 1985 als Dozent sowohl an der Akademie der Streitkräfte als auch an der Akademie für Nationale Sicherheit (Milli Güvenlik Akademisi).
1985 wechselte Heper in das Hauptquartier der Alliierten Streitkräfte der NATO in Südeuropa AFSOUTH (Allied Forces Southern Europe) in Neapel, wo er bis 1988 als Stabsoffizier für Marineprojekte tätig war. Nach seiner Rückkehr fungierte er zwischen 1988 und 1989 als Kommandant des Schulschiffes TCG Sokullu Mehmet Paşa (A-577) sowie von 1989 bis 1990 als Generalsekretär im Oberkommando der Marine, ehe er zwischen 1990 und 1991 Leiter des Referats Ausbildungs- und Führungsbewertung in der Operationsabteilung des Oberkommandos der Marine war. Nachdem er von 1991 bis 1992 abermals Dozent an der Marineakademie war, absolvierte er 1992 die Akademie für Nationale Sicherheit und war daraufhin zwischen 1992 und 1993 Leiter der Ausbildungsabteilung im Ausbildungs- und Trainingskommando der Marine. Daran schloss sich von 1993 bis 1994 eine Verwendung als Kommodore der II. Landungsboot-Flottille an sowie zwischen 1994 und 1994 als Leiter der Operationsabteilung im Flottenkommando, ehe er von 1995 bis 1996 Chef des Stabes des Ausbildungs- und Trainingskommando der Marine war.

### Aufstieg zum Konteradmiral
Am 30. August 1996 wurde Heper zum Flottillenadmiral (Tuğamiral) befördert und übernahm anschließend zwischen 1996 und 1997 die Funktion als Chef des Stabes des Marinekommandos Süd (Güney Deniz Saha Komutanlığı) in Izmir, zu dem die Amphibienfahrzeugverbände in Foça, das Wartungs- und Ingenieurkommando Izmir, das Regionalkommando Mittelmeer sowie die Marinestützpunkte İskenderun und Aksaz gehören. Danach war er von 1997 bis 1998 Kommandeur der Marineverbände im Ägäischen Meer (Ege Deniz Bölge Komutanlığı) sowie zwischen 1998 und 1999 Leiter der Abteilung Kommunikations- und Elektronische Datenverarbeitungssysteme im Oberkommando der Marine, ehe er von 1999 bis 2001 den Posten als Kommandant des Marinestützpunktes Gölcük (Gölcük Ana Üs Komutanlığı) bekleidete.
Nach seiner Beförderung zum Konteradmiral (Tümamiral) am 30. August 2001 war Heper zwischen 2001 und 2002 Kommandant der Marineakademie.
Zuletzt wurde Heper als Nachfolger von Konteradmiral Yalçın Ertuna am 14. August 2002 Oberkommandierender der Küstenwache (Türk Sahil Güvenlik Komutanlığı) und bekleidete diese Funktion bis zu seiner Ablösung durch Konteradmiral Can Erenoğlu am 12. August 2005. Danach trat er am 30. August 2005 in den Ruhestand.
Heper, der mit Serap Heper verheiratet und Vater eines Sohnes und einer Tochter ist, spricht neben Türkisch auch Englisch.